# Konstytucja Republiki Hiszpańskiej z 1931 roku

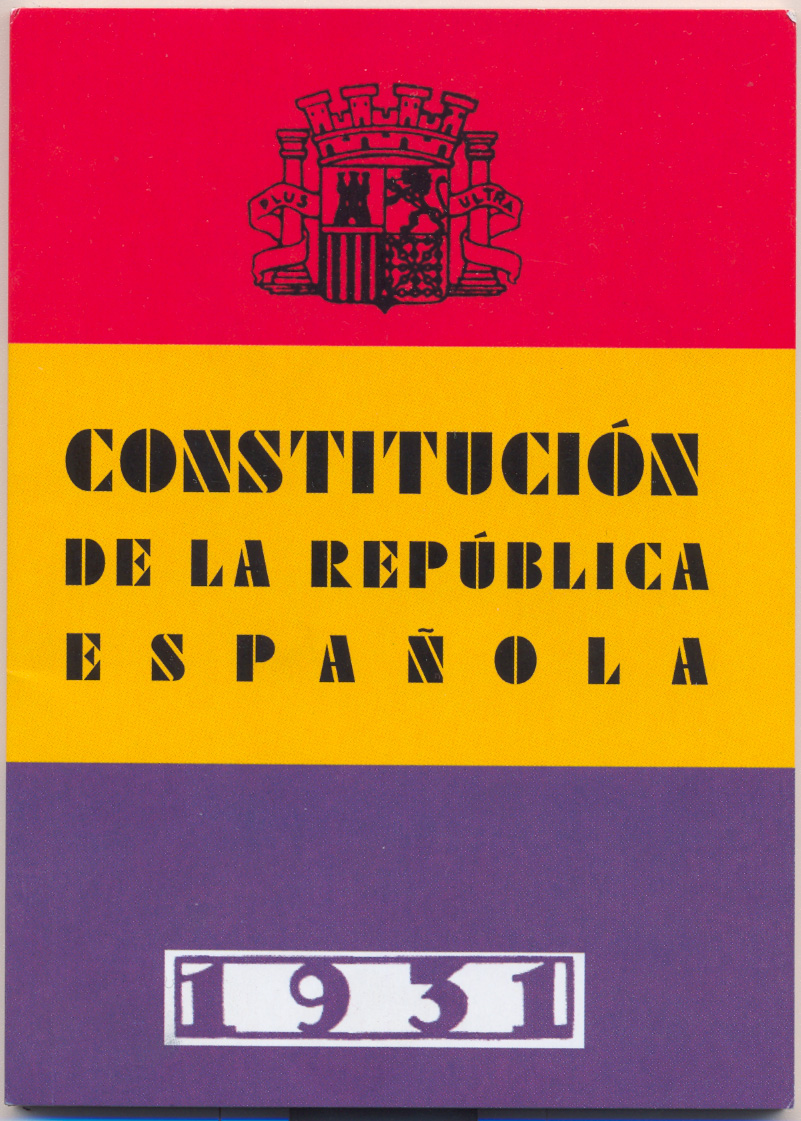
Faksymile Konstytucji Republiki Hiszpańskiej

Konstytucja Republiki Hiszpańskiej z 1931 – konstytucja przyjęta 9 grudnia 1931 przez hiszpańskie Kortezy Ustawodawcze wyłonione w wyborach powszechnych rozpisanych po utworzeniu 14 kwietnia 1931 Republiki Hiszpańskiej. Obowiązywała do 1 kwietnia 1939, kiedy ostatnie oddziały republikańskie poddały się wojskom nacjonalistycznym generała Francisco Franco. Politycy republikańscy na uchodźstwie uznawali ją za obowiązującą aż do 1977, kiedy to po demokratycznej transformacji uchwalono (31 października 1978) nową Konstytucja Hiszpanii.
Konstytucja z 1931 roku składała się ze 125 artykułów.

## Konstytucyjne prawa i gwarancje
Tytuł trzeci Konstytucji – Prawa i obowiązki Hiszpanów dzielił się na prawa i wolności indywidualne (Rozdział I: Gwarancje indywidualne i polityczne) oraz społeczne (Rozdział II: Rodzina, ekonomia i kultura); przyznawał obywatelom: wolność religijną, wolność słowa, wolność zgromadzeń, wolność zrzeszania się, prawo petycji (wolność zwracania się z petycjami do rządu), wolność wyboru miejsca zamieszkania, przemieszczania się, wyboru zawodu, nienaruszalność mieszkania, tajemnicę korespondencji, równość wobec prawa, ochronę rodziny, prawo do rozwodu, prawo do pracy, prawa kulturalne i oświatowe. Tytuł ten zawierał również regulacje dotyczące stosunków państwa i Kościoła. Nowa Konstytucja likwidowała przywileje klasowe i majątkowe, co w praktyce oznaczało anulowanie specjalnych praw arystokracji. Zaznaczono możliwość socjalizacji własności prywatnej, jednak pomysły nacjonalizacji ziemi, kopalń, banków i kolei nigdy nie zostały zrealizowane.

## Struktura państwa
Hiszpania została zdefiniowana jako Republika demokratyczna pracowników wszystkich klas, zorganizowana w oparciu o Wolność i Sprawiedliwość. Jedność państwa nie stoi na przeszkodzie autonomii municypalnej ani regionalnej. Odrzucone zostało zastosowanie wojny jako instrumentu politycznego. Prawo wyborcze czynne było powszechne i przysługiwało kobietom oraz mężczyznom po ukończeniu 23 lat życia.
Władzę ustawodawczą posiadały jednoizbowe Kortezy składające się z wybieranego w wyborach bezpośrednich Kongresu Deputowanych. Kadencja trwała 4 lata, deputowani mogli być wybierani ponownie bez ograniczeń. Posiedzenia Kortezów odbywały się zawsze między lutym a kwietniem i między październikiem i listopadem. Nadzwyczajne posiedzenie mogło zostać zwołane na wniosek Prezydenta Republiki. Kortezy posiadały inicjatywę ustawodawczą; mogły zezwolić rządowi na wydawanie w określonych sprawach dekretów z mocą ustawy. Wybierana była Komisja Stała Kortezów składająca się z 21 deputowanych wszystkich ugrupowań w liczbie proporcjonalnej do ilości mandatów. Komisja zajmowała się rozpoznawaniem przypadków zawieszania praw obywatelskich, dekretów z mocą ustawy oraz zatrzymania i postawienia przed sądem deputowanych. Rząd powinien posiadać poparcie Kortezów, które w przeciwnym wypadku mogą uchwalić wobec niego wotum nieufności.
Stworzona została instytucja referendum ludowego. Dla jego ważności konieczny był udział przynajmniej 15% uprawnionych i nie mogło ono dotyczyć umów międzynarodowych, prawa podatkowego i statutów autonomicznych regionów.
Władza wykonawcza była w rękach Prezydenta Republiki, który był Szefem Państwa. Jego kadencja trwała 6 lat, bez prawa ponownego wyboru przez sześć lat od dnia zakończenia urzędowania. Jego wyboru dokonywały Kortezy wspólnie z równą liczbie deputowanych liczbą elektorów wyłonionych w wyborach powszechnych.
Do jego obowiązków należało: powoływanie i odwoływanie Przewodniczącego Rady Ministrów (premiera), a na jego wniosek – ministrów; wypowiadanie wojen za uprzednią zgodą Kortezów; negocjowanie i podpisywanie umów międzynarodowych; autoryzowanie dekretów ministrów. W drodze dekretu, za uprzednią jednomyślną zgodą rządu i zgodą Komisji Stałej Kortezów mógł regulować sprawy nie cierpiące zwłoki oraz kwestie związane z bezpieczeństwem i obronnością Republiki. Posiadał prawo veta, do którego odrzucenia potrzeba było większości dwóch trzecich głosów w Kongresie Deputowanych. Dwukrotnie w czasie swojej kadencji mógł rozwiązać Kortezy; nowy Kongres Deputowanych rozpatrywał, czy decyzja była uzasadniona i potrzebna. Kortezy mogły odwołać Prezydenta większością trzech piątych głosów.
Rząd składał się z Przewodniczącego Rady Ministrów i ministrów. Do jego zadań należały kierowanie funkcjonowaniem państwa i służb publicznych. Rada Ministrów posiadała inicjatywę ustawodawczą, mogła wydawać dekrety i rozporządzenia oraz debatowała o ogólnych sprawach publicznych i społecznych.
Władze sądowniczą sprawował Trybunał Najwyższy (Tribunal Supremo)i podległe mu sądy. Utworzono Trybunał Gwarancji Konstytucyjnych (Tribunal de Garantías Constitucionales), którego zadaniem było rozstrzyganie o niekonstytucyjności ustaw oraz rozstrzyganie sporów kompetencyjnych.
Konstytucję można było znowelizować na wniosek rządu lub jednej czwartej liczby deputowanych. Po przyjęciu większością bezwzględną (tylko przez pierwsze cztery lata obowiązywania Konstytucji wymagana była większość dwóch trzecich) proponowanej zmiany, miano przystąpić do wyboru Zgromadzenia Konstytucyjnego, które ostatecznie decydowałoby o wejściu zmiany w życie, po czym miało rozpocząć pracę jako zwykłe Kortezy.

## Organizacja terytorialna
Państwo składało się z gmin, które łączyły się w prowincje. Prowincje mogły zorganizować się w regiony autonomiczne. Dla utworzenia regionu autonomicznego konieczny był wniosek większości zainteresowanych gmin, lub gmin, w których mieszka ponad dwie trzecie uprawnionych do głosowania; później konieczna była zgoda dwóch trzecich wyborców w regionie i zgoda Kortezów połączona z przyjęciem Statutu autonomicznego. Procedurę tę przeszły i stały się regionami autonomicznymi Katalonia w 1932 roku i Kraj Basków w 1936. W Galicji w projekt został poparty w plebiscycie w 1936, jednak ratyfikacja procesu w Kortezach została przerwana wybuchem wojny domowej. Podobnie zakończyły się próby w Andaluzji i Walencji.

## Krytyka Konstytucji 1931
Konstytucja spotkała się z wieloma głosami sprzeciwu ze strony konserwatywnych polityków, a także pisarzy i filozofów.
- Konserwatywny Minister Nauki Salvador de Madariaga uważał, że była nierealna, a głównymi błędami były słabość władzy wykonawczej, brak Senatu i rozdział państwa od Kościoła.
- Alejandro Lerroux: Dzieło ignorancji deputowanych, Konstytucja inspirowana brakiem zaufania do ośrodków, które koniecznie muszą tworzyć architekturę republiki, a które podporządkowuje się Parlamentowi (...) nie trzeba się mocno wpatrywać, żeby zauważyć, że usiłowano podporządkować władzę wykonawczą, sądowniczą i prezydencką Kortezom. (…) Negacja praw człowieka i statusu obywatela dla wszystkich, którzy nie podzielają naszych przekonań
- Niceto Alcalá-Zamora: Sekciarska i zrobiona wbrew narodowej rzeczywistości. (…) Usiłowano tworzyć prawo w zgodzie z teoriami, poglądami lub interesami partii, nie myśląc o tej rzeczywistości współżycia w ojczyźnie, nie przejmując się wcale tym, że tworzono prawo dla Hiszpanii; tak, jakby tworzono konstytucje mającą obowiązywać w jakims innym kraju. (…) Zamiast społeczeństwa otwartego na przyjęcie wszystkich Hiszpanów, zrobiono z Republiki społeczeństwo wąskie, z ograniczona liczbą zaangażowanych, a nawet z przywilejami dla jej twórców. (…) Stworzono konstytucję, która zapraszała do wojny domowej.

Alcalá-Zamora pisze w książce Niedoskonałości Konstytucji 1931 i trzy lata doświadczenia konstytucyjnego, że Manuel Azaña przyznał mu, iż : Republika (…) proklamowana 14 kwietnia była Republiką wszystkich Hiszpanów. Zgubiło ją to, że o tym zapomniała.
- José Ortega y Gasset: Beznadziejna konstytucja, bez nóg ani głowy, ani reszty materii organicznej, która zwykle znajduje się między nogami a głową.[1]
- Miguel de Unamuno: kodeks (…) już nie delikatnych sprzeczności (…) ale (…) pustych dwuznaczności..